# Haematopota intrincata
Haematopota intrincata är en tvåvingeart som beskrevs av Travassos Santos Dias 1985. Haematopota intrincata ingår i släktet Haematopota och familjen bromsar.
Artens utbredningsområde är Portugal. Inga underarter finns listade i Catalogue of Life.